# Sin (filme)
Sin é um filme de drama mudo americano de 1915 escrito e dirigido por Herbert Brenon e estrelado por Theda Bara. Foi produzido pela Fox Film Corporation e filmado no Fox Studios em Fort Lee, New Jersey.

## Elenco

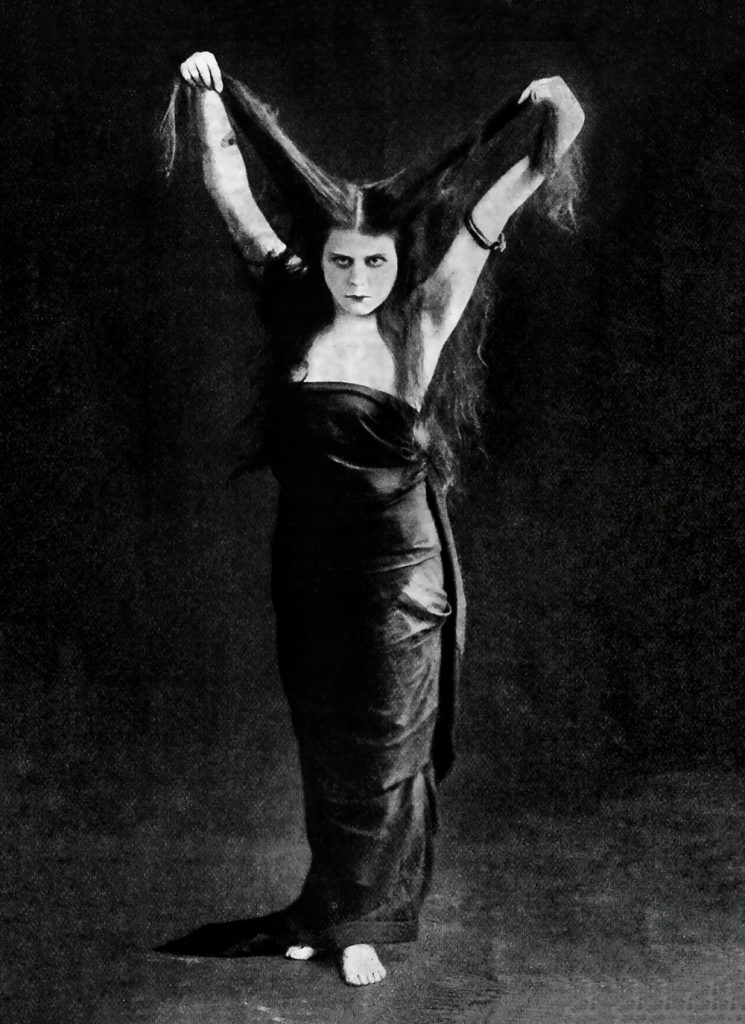
Theda Bara no filme, provavelmente a foto mais conhecida/icônica da Atriz.

- Theda Bara como Rosa
- William E. Shay como Luigi
- Warner Oland como Pietro
- Henry Leone como Giovanni
- Theda Bara no filme ''Sin'', provavelmente a foto mais conhecida/icônica da Atriz.Louise Rial como Maria

## Status de preservação
O filme atualmente é considerado perdido.

## Recepção
Para ressaltar e aprimorar ainda mais a imagem de Theda Bara como uma "vampira", a Fox Film Corporation divulgou o filme com o slogan "Sin With Theda Bara!" ("Pecado com Theda Bara!"). Após seu lançamento, Sin foi um enorme sucesso com o público e Bara recebeu boas críticas por sua atuação. Apesar do sucesso em outras locações, o filme foi proibido em Ohio e na Geórgia devido aos seus temas de suicídio, luxúria, sacrilégio católico romano e triângulos amorosos. O Pittsburgh Board of Welfare condenou o filme, assim como o Kansas Board of Censorship, embora este último aparentemente ainda permitisse a apresentação do filme nos cinemas do Kansas.